# Tofieldia pusilla
Tofieldia pusilla — багаторічна трав'яниста приполярно-альпійська рослина родини Тофільдієві (Tofieldiaceae). Етимологія: лат. pusilla — «малесенький».

## Опис
Стебла прямостоячі й листяні тільки біля основи, довжиною до 30 см, з 5–10 квітами біля вершини. Листя до 8 см х 3 мм. Суцвіття від 0,5 до 2 см у довжину. Чашолистки 1.5–2.5 мм. Капсули майже кулясті, 2,5–3 мм. Насіння 0,6–0,8 мм. Хромосом: 2n = 30. Час цвітіння в Центральній Європі з липня по серпень.

## Галерея

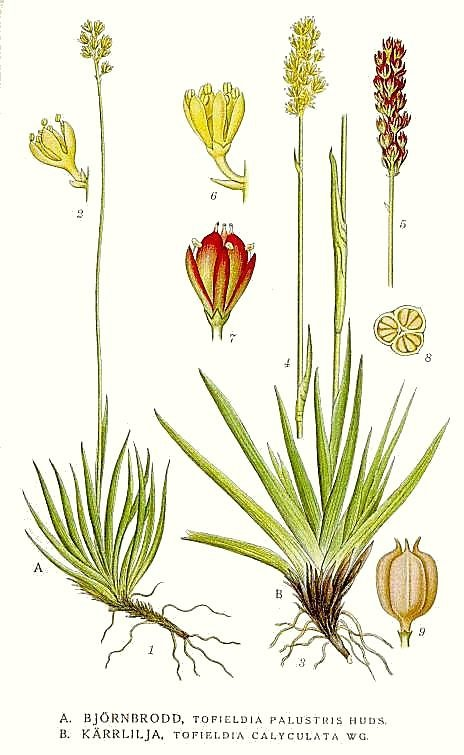
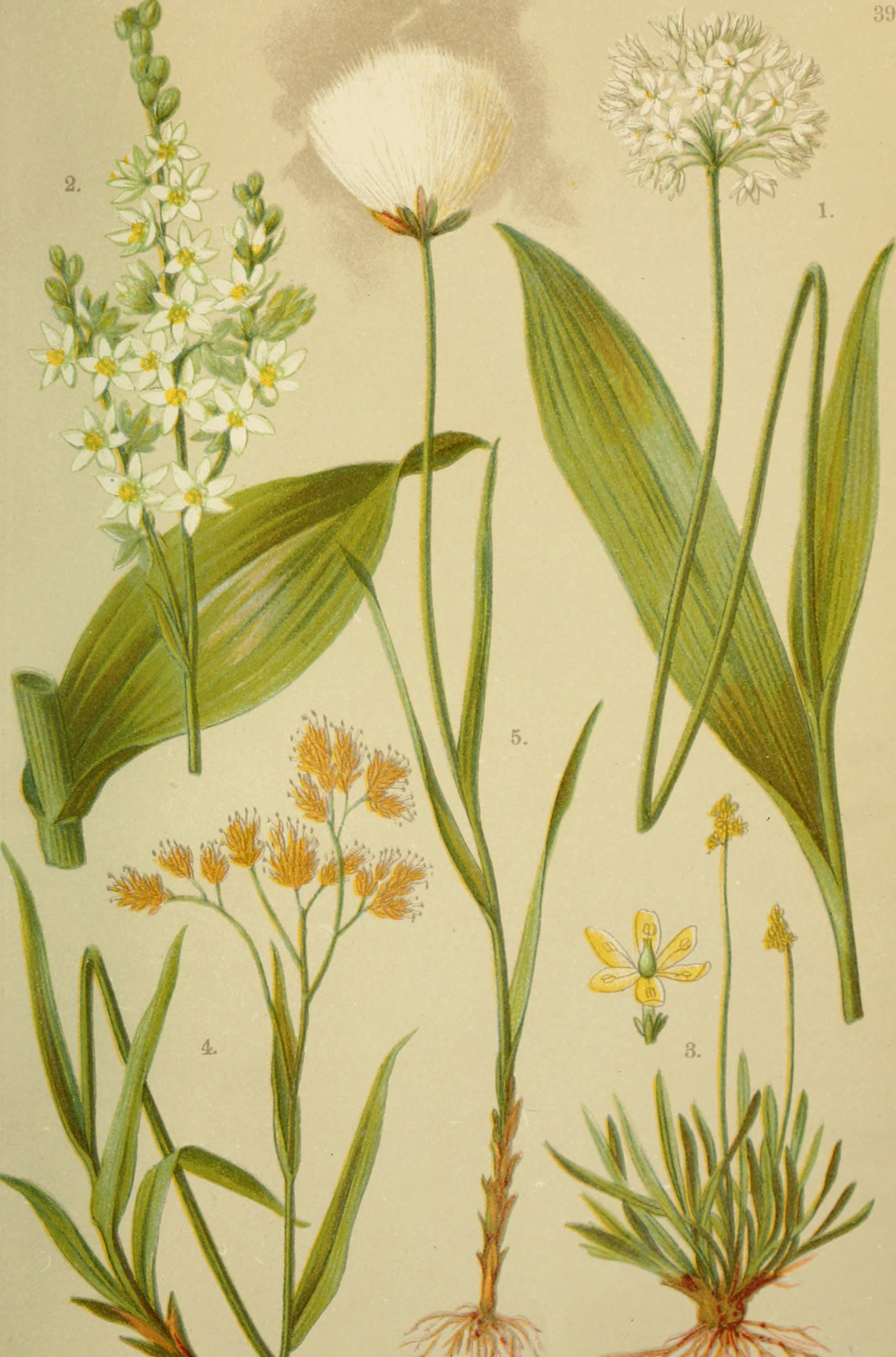

## Поширення
Азія: Росія. Європа: Австрія; Німеччина; Польща; Словаччина; Швейцарія; Фінляндія; Норвегія; Швеція; Об'єднане Королівство; Італія; Франція. Північна Америка: Канада; США. Також культивується. Росте вздовж потоків, часто на вапняних ґрунтах. У Північній Америці росте на висотах 0–2300 м, у європейських Альпах досягає висот 2600 м.